# Shanghai Y-10

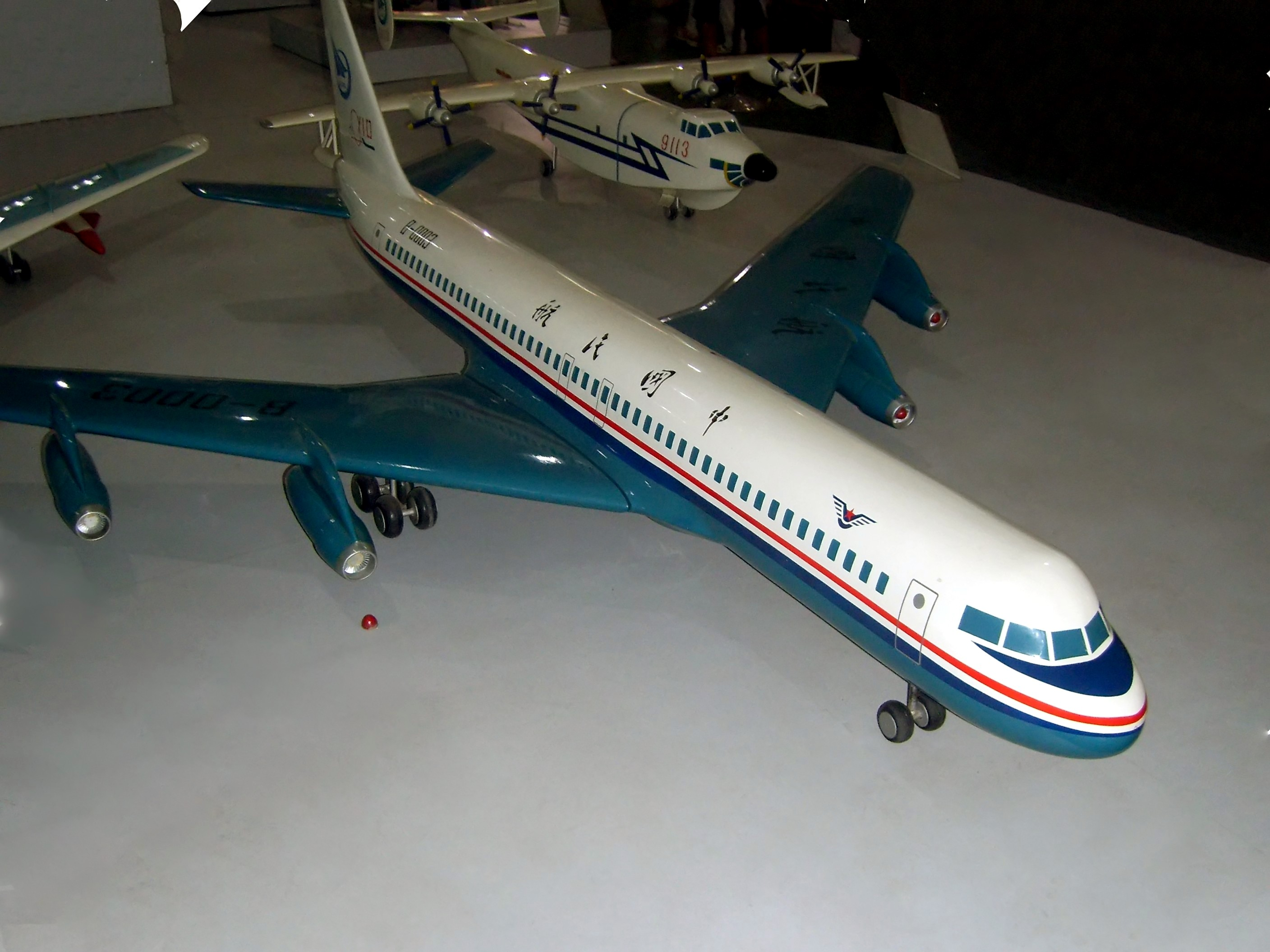

El Shanghai Y-10 fue un avión comercial cuatrimotor de tipo jet desarrollado en los 70 por la entonces Shanghai Aircraft Manufacture Factory (conocida en la actualidad como Shanghai Aviation Industrial Company, o SAIC). El Y-10 hacía referencia al modelo 10 Yunshuji ("transporte"). Existen rumores que afirman que el Y-10 fue un proyecto de ingeniería inversa del diseño del famoso y aclamado Boeing 707 modelo 120 con algunas diferencias menores, mientras que otras fuentes aseguran que los diseñadores y personal de Boeing niegan que el Y-10 sea una copia del B707, pero afirman que fue un "diseño indigno". Después de una crisis con Occidente, en 1972 China decidió finalmente adquirir una flota de aviones Boeing 707 aunque no por ello abandonó su propio proyecto de construir un reactor comercial que no dependiese de materiales o ingeniería extranjera, a excepción de los motores estadounidenses.
El avión usaba motores turbofan Pratt & Whitney JT3D-7, pertenecientes a la pequeña flota de aviones Boeing 707 de la AACC. Shanghai intentó usar unos motores turbofan Shanghai WS8 pero los Pratt & Whitney fueron elegidos antes de que los WS8 lograran la certificación. El avión era capaz de sentar a 178 pasajeros en su configuración de alta-densidad, a 149 en económica, o a 124 en clase mixta. La cabina albergaba a cinco tripulantes: un piloto, un copiloto, un ingeniero de vuelo, un navegador y un operador de radio.

## Historia
Los trabajos de desarrollo comenzaron en agosto de 1970 para la Administración de Aviación Civil China (AACC). El avión tenía como objetivo servir de demostración y ayudar a la industria china a obtener experiencia en el desarrollo y pruebas de vuelo de aviones de gran porte. El desarrollo del Y-10 tuvo un coste total de 537.7 millones de yuan.
El gobierno chino, orgulloso del programa que había financiado, citó a la prensa extranjera y declaró: "Después de desarrollar una alta y compleja tecnología como esta, uno no puede ya seguir mirando a China y considerarlo un país atrasado". Sin embargo, el proyecto no se vio exento de polémica debido a que fue conducido por Wang Hongwen, uno de los miembros de la Banda de los Cuatro. Nada valió más que la visión estratégica del desarrollo independiente de aviones de gran porte, como luego anunciaría Mao Zedong y que, en 2006, ayudó a desarrollar un proyecto similar pero actualizado con nuevas metas de diseño, que forman parte del 11º Plan Quinquenal, un plan-estrategia de tipo socioeconómico desarrollado por el gobierno chino.
Sólo dos prototipos fueron construidos. El primero de ellos (denominado 01) fue empleado en pruebas estáticas. El segundo (denominado 02) fue utilizado en pruebas de vuelo, el mismo voló por primera vez el 26 de septiembre de 1980. Hasta su retiro en 1984, completó 130 vuelos con alrededor de 170 horas en al aire, y visitó Pekín, Harbin, Ürümqi, Zhengzhou, Hefei, Cantón, Kunming, y Chengdu, también voló siete veces a la ciudad de Lhasa, capital del Tíbet.
No obstante, en cuanto el prototipo hizo su primer vuelo, el debate de su viabilidad salió a la luz. El Y-10 se basó en un diseño que ya tenía 30 años de antigüedad, y se rumoreaba que la AACC, que ya poseía una modesta flota de aviones occidentales, no compraría el avión. China comenzaba ya para ese entonces a abrazar el comercio con Occidente, y muchos veían al diseño aislacionista del proyecto como una ineficiente vuelta al Maoísmo. Es más, China, en la era temprana de la reforma fue gobernada por los perseguidos durante la Revolución Cultural de Wang Hongwen, el mismo que había iniciado el proyecto tiempo atrás, dando como resultado la cancelación del mismo en 1983. Oficialmente, el proyecto fue cancelado debido a los costos y a la disconformidad del mercado. En realidad, durante sus primeros vuelos, ningún medio oficial del gobierno asistió a las ceremonias de presentación por miedo a ser relacionado con Wang Hongwen y la Banda de los Cuatro. En 1985 SAMF obtuvo la licencia para producir los aviones comerciales McDonnell Douglas MD-80, dirigiendo todos sus esfuerzos hacia este nuevo programa.

## Especificaciones (Y-10)
Características generales
- Tripulación: 5 personas (un piloto, un copiloto, un ingeniero de vuelo, un navegador y un operador de radio)
- Capacidad: hasta 178 pasajeros
- Longitud: 42.93 m (140 ft 10 in)
- Envergadura: 42.24 m (138 ft 7 in)
- Altura: 13.42 m (44 ft 0 in)
- Área de las alas: 244.5 m² (2,632 ft²)
- Pesó vacío: 58,120 kg (128,130 lb)
- Peso máximo en despegue (MTOW): 110,227 kg (243,009 lb)
- Motores: 4 Pratt & Whitney JT3D-7 turboventiladores, de 84.7 kN (19,000 lbf) de empuje cada uno.

Rendimiento
- Velocidad máxima: 974 km/h
- Alcance: 8.300 km
- Techo: 12.000 m (39.300 ft)
- Relación empuje a peso:.313